# Mañana y mañana
Mañana y mañana (título original en inglés: Tomorrow and Tomorrow) es un relato de ciencia ficción del escritor estadounidense Ray Bradbury, publicado en la revista Fantastic Adventures en mayo de 1947.
Volvió a ser editado en el magazine Fantastic de noviembre de 1965. En 1967 apareció en Time Untamed (en español, Tiempo indomable, 1969), una antología de cuentos de ciencia ficción.

## Argumento
Steve Temple es un joven escritor sin trabajo que un día, al volver a su apartamento, encuentra una extraña máquina de escribir que es en realidad un medio de comunicación con el futuro. Ellen Abbot, una joven mujer que vive cinco siglos más adelante le pide ayuda a Steve para que mate a un antepasado del tirano que domina la Tierra en aquellos tiempos.